# Mauricius

Ostrovy, které jsou součástí Mauricijské republiky

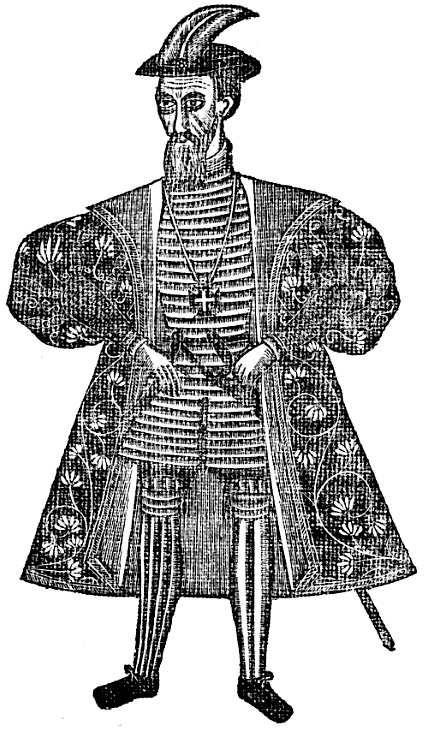
Pedro Mascarenhas, místokrál Portugalské Indie, po němž jsou pojmenovány Maskarény

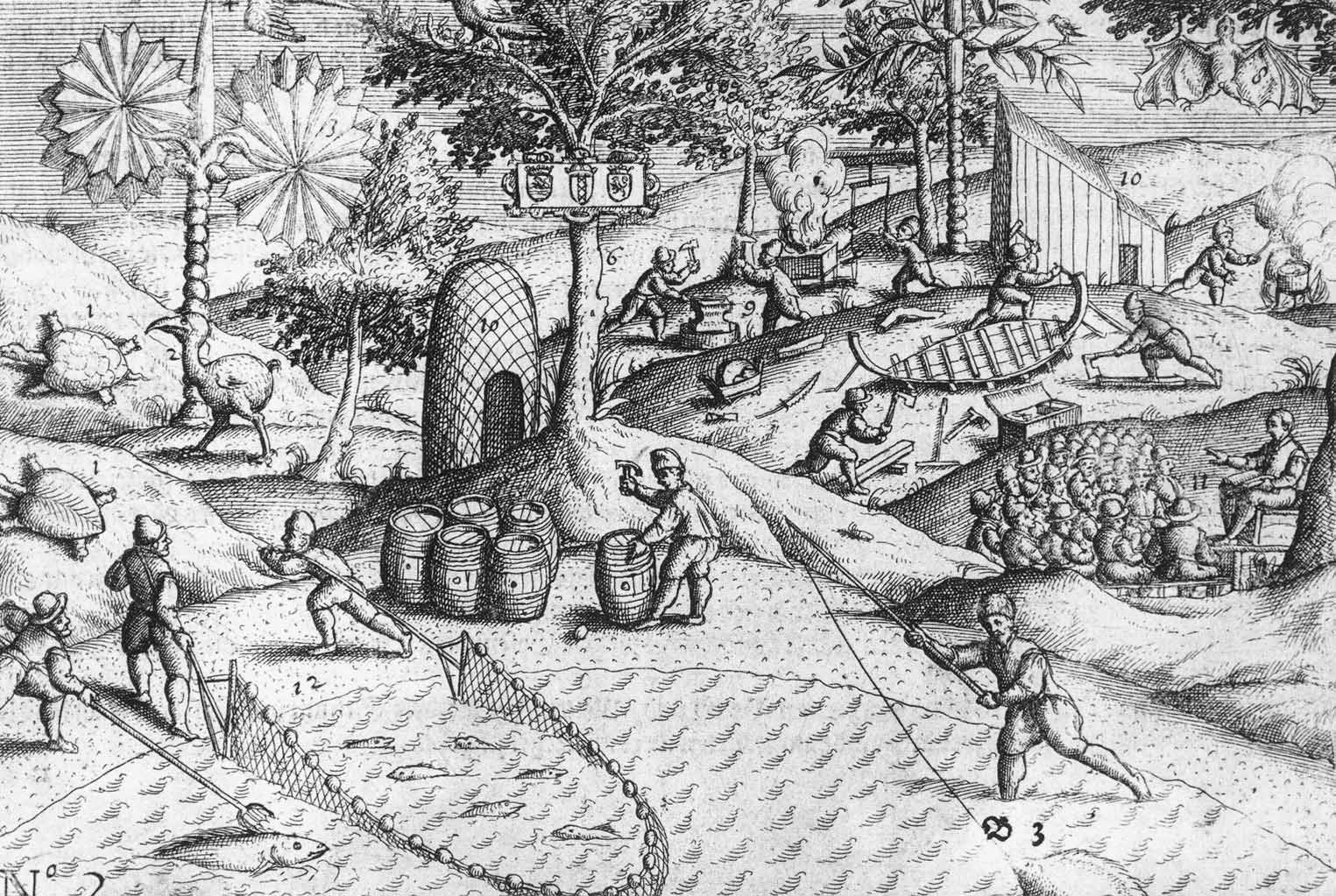
Nizozemské aktivity na pobřeží Mauricia a první publikované zobrazení ptáka dodo (vlevo), 1601

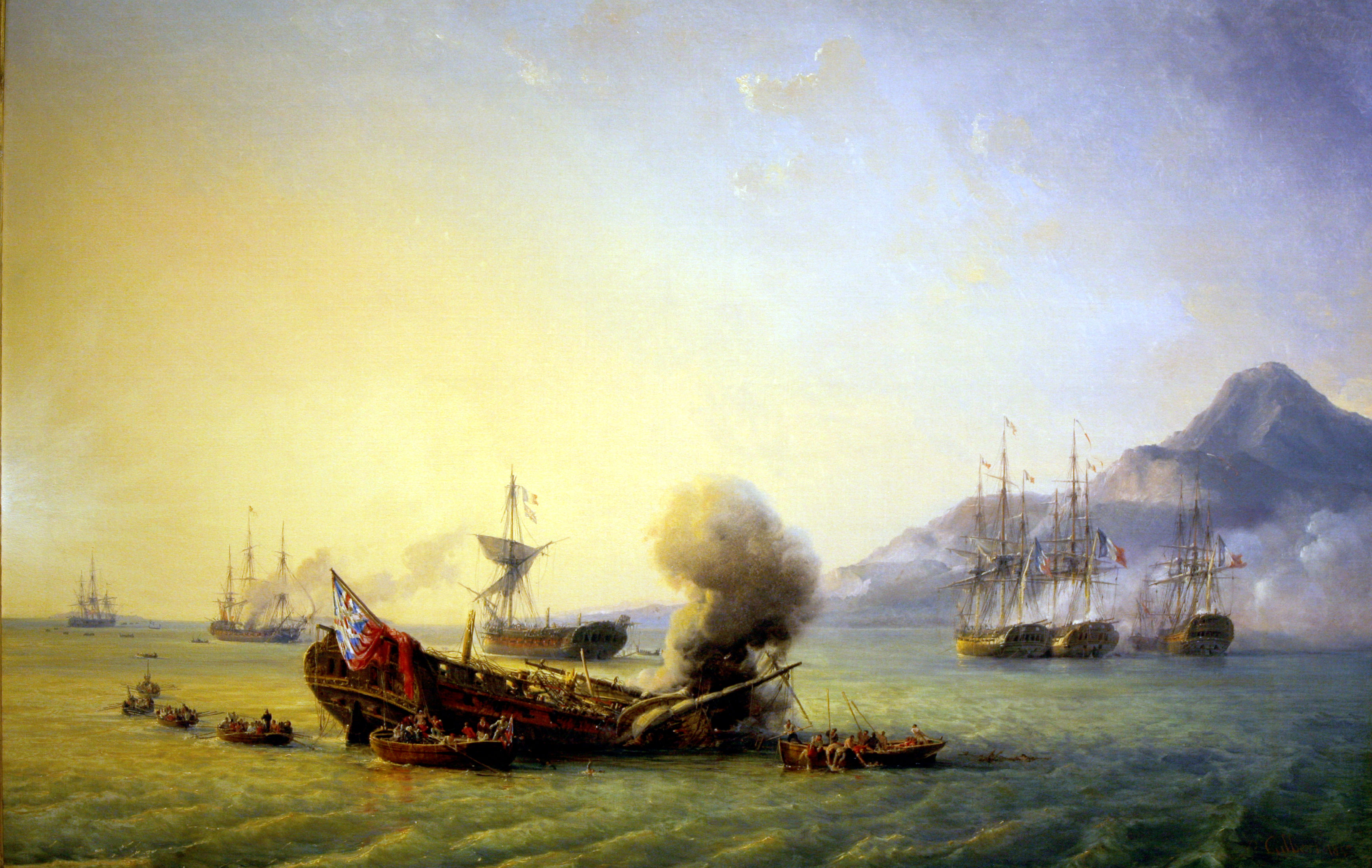
Bitva o Grand Port mezi francouzskými a britskými námořními silami (20. až 27. srpna 1810)

Mauricius (francouzsky: Maurice, mauricijskou kreolštinou: Moris), plným názvem Mauricijská republika, je ostrovní stát v Indickém oceánu asi 2 000 km jihovýchodně od afrického kontinentu, na východ od Madagaskaru. Je tvořen hlavním ostrovem Mauriciem, ostrovy Rodrigues a Saint Brandon a Agalegskými ostrovy. Ostrovy Mauricius a Rodrigues jsou spolu s blízkým Réunionem (francouzský zámořský departement) součástí Maskarénských ostrovů. Hlavní a největší město Port Louis se nachází na Mauriciu, kde se soustředí většina populace. Země se rozkládá na ploše 2 040 kilometrů čtverečních a má výlučnou ekonomickou zónu o rozloze 2,3 milionu kilometrů čtverečních.
Kolem roku 975 objevili arabští námořníci neobydlený ostrov a nazvali ho Dina Arobi. Nejstarší potvrzený objev byl v roce 1507 portugalskými námořníky, kteří se jinak o ostrovy příliš nezajímali. Nizozemci se ho zmocnili v roce 1598 a pokusili se ho kolonizovat. Francie převzala kontrolu v roce 1715 a ostrov přejmenovala na Isle de France. V roce 1810 se ostrova zmocnila Velká Británie a o čtyři roky později Francie postoupila Mauricius a jeho državy Británii. Jako britská kolonie byl Mauricius tvořen ostrovy Rodrigues, Agaléga, St. Brandon, Tromelin, Čagoskými ostrovy a do roku 1906 i Seychelami. Suverenita nad Tromelinem je sporná, protože nebyla konkrétně zmíněna v Pařížské smlouvě. Mauricius zůstal primárně plantážní kolonií Spojeného království až do své nezávislosti v roce 1968.
V roce 1965, tři roky předtím, než se Mauricius stal nezávislým, oddělilo Spojené království Čagoské ostrovy od mauricijského území a také oddělilo ostrovy Aldabra, Farquhar a Desroches od Seychel a vytvořilo Britské indickooceánské území. Místní obyvatelstvo bylo násilně vyhnáno a největší ostrov Diego García byl pronajat Spojeným státům. Spojené království omezilo přístup na Čagoské ostrovy a zakázalo vstup turistům, médiím a bývalým obyvatelům. O suverenitu Čagoských ostrovů se vedou spory mezi Mauriciem a Spojeným královstvím. V únoru 2019 vydal Mezinárodní soudní dvůr poradní stanovisko nařizující Spojenému království, aby co nejrychleji vrátilo Čagoské ostrovy Mauriciu, aby byla dokončena dekolonizace Mauricia.
Vzhledem ke své geografické poloze a staletí kolonialismu jsou lidé na Mauriciu velmi různorodí v etnickém původu, kultuře, jazyce a víře. Je to jediná země v Africe, kde je hinduismus nejvyznávanějším náboženstvím. Vláda ostrova se řídí westminsterským systémem a Mauricius je vysoce hodnocen z hlediska demokracie a ekonomické a politické svobody. Mauricius je jedinou africkou zemí, která je v indexu lidského rozvoje v kategorii „velmi vysoký“. Podle Světové banky je země klasifikována jako ekonomika s vysokými příjmy. Mauricius je také hodnocen jako nejkonkurenceschopnější a jedna z nejrozvinutějších ekonomik v africkém regionu. Země je sociálním státem. Vláda poskytuje bezplatnou všeobecnou zdravotní péči, bezplatné vzdělání až po terciární úroveň a bezplatnou veřejnou dopravu pro studenty, seniory a handicapované. V roce 2021 byl Mauricius hodnocen jako nejklidnější africká země podle Světového indexu míru.
Spolu s ostatními Maskarénskými ostrovy je Mauricius známý svou rozmanitou flórou a faunou. Mnoho druhů na ostrově je endemických. Ostrov byl jediným známým domovem ptáka dodo, který spolu s několika dalšími ptačími druhy vyhynul v důsledku lidské činnosti poměrně brzy po osídlení ostrova.

## Etymologie
První historický důkaz o existenci ostrova nyní známého jako Mauritius je na mapě vytvořené italským kartografem Albertem Cantinem v roce 1502. Z této mapy vyplývá, že Mauricius nesl jméno Dina Arobi, což je velmi pravděpodobně jméno sdílené s Portugalci námořníky ze subkontinentu. V roce 1507 navštívili neobydlený ostrov portugalští námořníci. Ostrov se na prvních portugalských mapách objevuje s portugalskými názvy Cirne nebo Do-Cerne, pravděpodobně podle jména lodi z expedice v roce 1507. Další portugalský námořník, Dom Pedro Mascarenhas, dal souostroví jméno Maskarény.
V roce 1598 přistála v Grand Port nizozemská eskadra pod vedením admirála Wybranda van Warwycka a pojmenovala ostrov Mauritius na počest prince Mořice (Maurice) Nasavského, místodržitele Spojených provincií nizozemských. Později se ostrov stal francouzskou kolonií a byl přejmenován na Isle de France. Dne 3. prosince 1810 Francouzi během napoleonských válek ostrov postoupili Velké Británii. Pod britskou nadvládou se název ostrova vrátil na Mauricius. Mauricius je také běžně známý jako Maurice a Île Maurice ve francouzštině, Moris v mauricijské kreolštině.

## Historie

### Prehistorie
Ostrov Mauritius byl před svou první zaznamenanou návštěvou portugalských námořníků na začátku 16. století neobývaný. Jméno Dina Arobi bylo spojováno s arabskými námořníky, kteří jako první ostrov objevili.

### Portugalský Mauricius
Tordesillaská smlouva měla dát Portugalsku právo kolonizovat tuto část světa. V roce 1507 přišli na neobydlený ostrov portugalští námořníci a založili zde základnu. Diogo Fernandes Pereira, portugalský mořeplavec, byl prvním Evropanem, o kterém bylo známo, že přistál na Mauriciu. Ostrov pojmenoval „Ilha do Cisne“ („Ostrov labutí“). Portugalci zde nezůstali dlouho, protože se o tyto ostrovy nezajímali.
Maskarény byly pojmenovány po Pedru Mascarenhasovi, místokráli Portugalské Indie, po jeho návštěvě ostrovů v roce 1512.
Ostrov Rodrigues byl pojmenován po portugalském průzkumníkovi Diogu Rodriguesovi, který na ostrov poprvé přišel v roce 1528.

### Nizozemský Mauricius (1638–1710)
V roce 1598 nizozemská eskadra pod vedením admirála Wybranda Van Warwycka přistála v Grand Port a pojmenovala ostrov „Mauritius“ po princi Mořicovi Nasavském (nizozemsky: Maurits van Nassau) ze Spojených provincií nizozemských. Nizozemci osídlili ostrov v roce 1638. Kolonie žila převážně z těžby ebenového dřeva, částečně také z plantáží cukrové třtiny přivezené z Jávy. Byla sem přivezená domestikovaná zvířata a jeleni. Právě odtud se nizozemský mořeplavec Abel Tasman vydal hledat Velkou jižní zemi a zmapoval části Tasmánie, Aotearoe/Nového Zélandu a Nové Guiney. V roce 1639 dorazili na Mauricius otroci z Madagaskaru. Roku 1710 však Nizozemci, potýkající se s různými problémy (cyklóny, sucha, přemnožení škůdců), Mauricius zase opustili. V té době byly vykáceny prakticky všechny lesy a mnoho zvířecích druhů zdecimováno, nebo vyhubeno, např. pták dodo (blboun nejapný), velký jako krocan.

### Francouzský Mauricius (1715–1810)
Francie, která již ovládala sousední Île Bourbon (nyní Réunion), ovládla Mauricius v roce 1715 a přejmenovala jej na Isle de France. Příchod francouzského guvernéra Bertranda-Françoise Mahé de La Bourdonnais v roce 1735 se shodoval s rozvojem prosperující ekonomiky založené na výrobě cukru. Mahé de La Bourdonnais založil město Port Louis jako námořní základnu a centrum stavby lodí. Za jeho guvernérství vyrostly četné budovy, z nichž řada dodnes stojí. Patří mezi ně část Government House, Château de Mon Plaisir a Line Barracks, sídlo policejních sil. Ostrov byl pod správou Francouzské Východoindické společnosti, která zde zůstala až do roku 1767. Během francouzské nadvlády byli otroci přiváženi z částí Afriky, jako je Mosambik a Zanzibar. V důsledku toho se počet obyvatel ostrova během třiceti let dramaticky zvýšil z 15 000 na 49 000. Na konci 18. století tvořili afričtí otroci asi 80 procent populace ostrova a začátkem devatenáctého století bylo na ostrově 60 000 otroků. Na začátku roku 1729 dorazili Indové z Puduččéri v Indii na Mauricius na palubě lodi La Sirène. Pracovní smlouvy pro tyto řemeslníky byly podepsány v roce 1734 v době, kdy získali svobodu.
Od roku 1767 do roku 1810, s výjimkou krátkého období během Francouzské revoluce, kdy obyvatelé ustavili vládu prakticky nezávislou na Francii, byl ostrov pod kontrolou úředníků jmenovaných francouzskou vládou. Jacques-Henri Bernardin de Saint-Pierre žil na ostrově v letech 1768 až 1771, poté se vrátil do Francie, kde napsal milostný příběh Paul a Virginie, který proslavil Isle de France všude tam, kde se mluvilo francouzsky. V roce 1796 se osadníci odtrhli od francouzské kontroly, když se vláda v Paříži pokusila zrušit otroctví. Dva slavní francouzští guvernéři byli Vicomte de Souillac (který postavil Chaussée v Port Louis a povzbuzoval farmáře, aby se usadili v okrese Savanne) a Antoine Bruny d'Entrecasteaux (který se postaral o to, aby Francouzi v Indickém oceánu měli sídlo na Mauriciu místo v Puduččéri v Indii). Charles Mathieu Isidore Decaen byl úspěšným generálem ve francouzských revolučních válkách a v některých ohledech i rivalem Napoleona I. V letech 1803 až 1810 vládl jako guvernér Isle de France a Réunionu. Britský námořní kartograf a průzkumník Matthew Flinders byl, v rozporu s rozkazem Napoleona na ostrově zatčen a zadržen generálem Decaenem v letech 1803 až 1810. Během napoleonských válek se Mauricius stal základnou, ze které francouzští korzáři organizovali úspěšné nájezdy na britské obchodní lodě. Nájezdy pokračovaly až do roku 1810, kdy byla vyslána expedice britského královského námořnictva vedená komodorem Josiasem Rowleym, anglo-irským aristokratem, aby ostrov obsadila. Navzdory vítězství v bitvě u Grand Port, jediném francouzském námořním vítězství nad Brity během těchto válek, Francouzi nedokázali zabránit Britům ve vylodění na Cap Malheureux o tři měsíce později. Formálně se vzdali ostrova pátý den invaze, 3. prosince 1810, za podmínek, které osadníkům umožnily ponechat si jejich zemi a majetek a používat francouzský jazyk a právo Francie v trestních a občanských záležitostech. Za britské nadvlády se název ostrova vrátil na Mauricius. Rychlé dobytí Mauricia bylo beletrizováno v románu Výprava na Mauritius od Patricka O'Briana, který byl poprvé publikován v roce 1977.

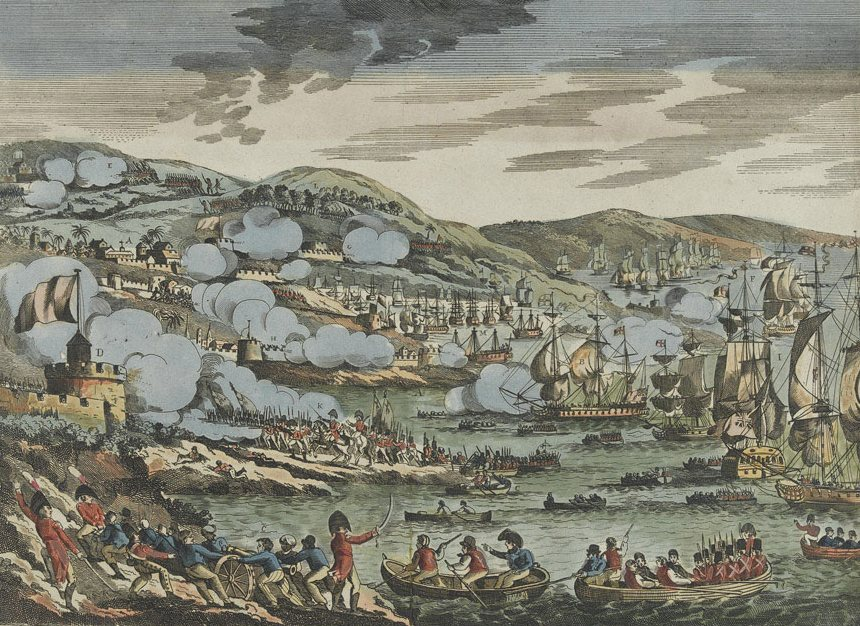
Britské síly obsadily francouzský ostrov (2. prosince 1810)

### Britský Mauricius (1810–1968)

#### 1830–1835: Britská vláda a reforma
Rychlé sociální a ekonomické změny přišly se sirem Robertem Farquharem (prvním britským guvernérem), který sem přinesl britskou administrativu. Úspěšné změny však byly poskvrněny Ratsitataninem. Ratsitatanin, synovec krále Radamy z Madagaskaru, byl přivezen na Mauricius jako politický vězeň. Podařilo se mu uprchnout z vězení a zosnovat vzpouru, která by osvobodila mauricijské otroky. Byl zrazen svým společníkem Laizafem a chycen skupinou milicionářů vedených francouzsko-mauricijským právníkem Adrienem d'Épinayem a rychle popraven. Byl sťat v Plaine Verte 15. dubna 1822 a jeho hlava byla vystavena na výstrahu proti možným povstáním otroků.
V roce 1832 založil d'Épinay první mauricijské noviny (Le Cernéen), které nebyly kontrolovány vládou. V témže roce došlo ke kroku generálního prokuristy ke zrušení otroctví bez náhrady vlastníkům otroků. To vedlo k nespokojenosti, a aby zabránila případnému povstání, nařídila vláda všem obyvatelům, aby vydali své zbraně. Kromě toho byla na kopci (nyní známém jako Citadel hill) v centru Port Louis postavena kamenná pevnost Fort Adelaide, na potlačení jakéhokoli povstání.
Otroctví bylo postupně několik let po roce 1833 zrušeno a plantážníci nakonec dostali dva miliony liber šterlinků jako náhradu za ztrátu svých otroků, kteří byli dovezeni z Afriky a Madagaskaru během francouzské okupace.

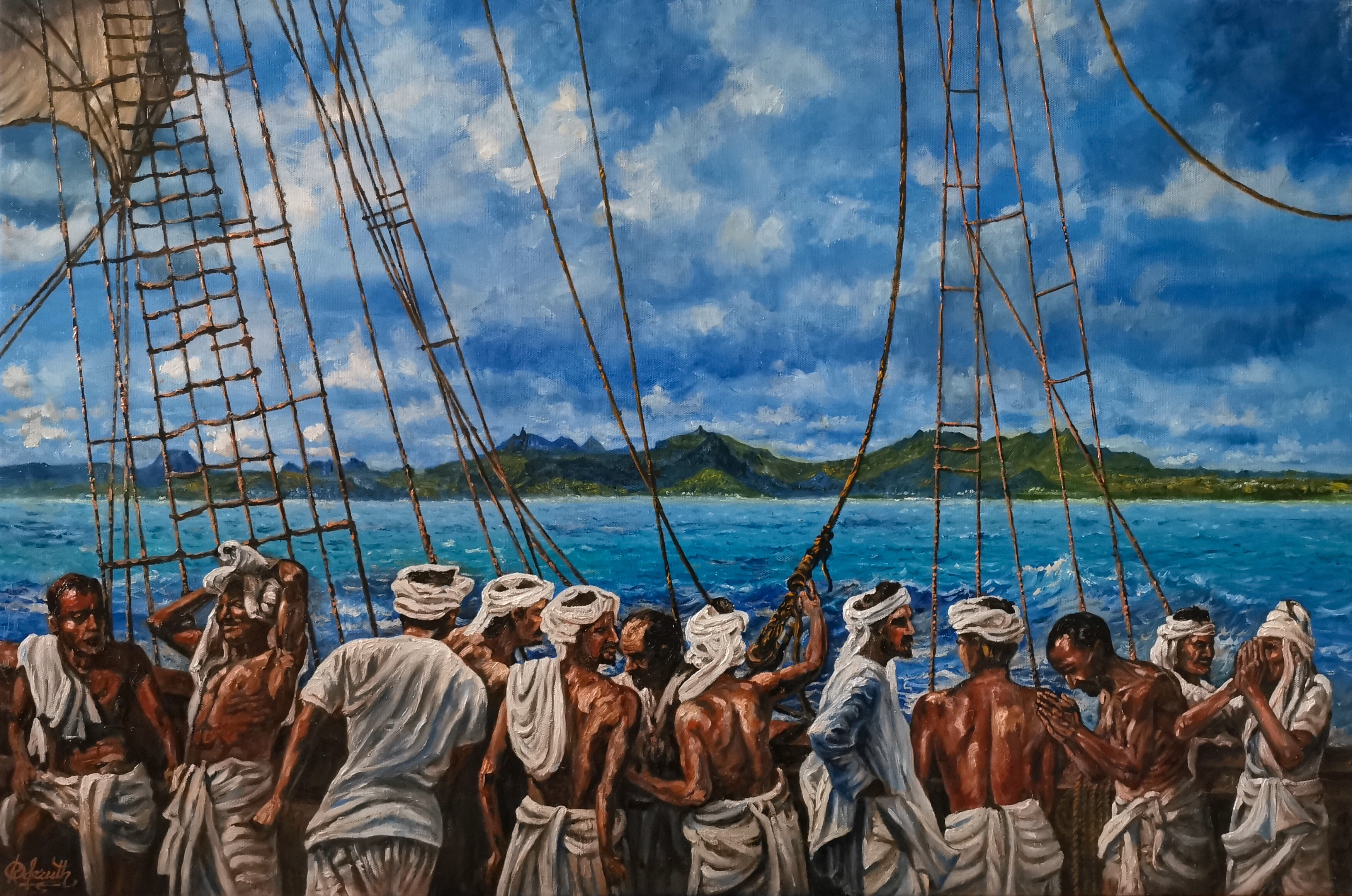
První indičtí dělníci s indenturou (1834)

#### 1834–1921: Dovezena indická pracovní síla
Zrušení otroctví mělo významný dopad na společnost, ekonomiku a obyvatelstvo Mauricia. Plantážníci přivezli z Indie velké množství najatých dělníků, aby pracovali na polích cukrové třtiny. Mezi lety 1834 a 1921 bylo na ostrově přítomno kolem půl milionu najatých dělníků. Pracovali v cukrovarech, továrnách, v dopravě a na stavbách. Britové navíc na ostrov přivezli 8 740 indických vojáků. Aapravasi Ghat, v zátoce v Port Louis a nyní památka UNESCO, byla první britskou kolonií, která sloužila jako hlavní přijímací středisko pro dělníky.
Významnou postavou 19. století byl Rémy Ollier, novinář smíšeného původu. V roce 1828 byly na Mauriciu oficiálně zrušeny rozdíly mezi rasami, ale britští guvernéři dali černým osobám jen malou moc a do vedoucích pozic jmenovali pouze bílé. Rémy Ollier požádal královnu Viktorii, aby černým lidem dala možnost být ve vládní radě, což bylo možné o několik let později. Také Port Luis jmenoval obcí, aby občané mohli spravovat město prostřednictvím svých vlastních volených zástupců. V Port Louis po něm byla pojmenována ulice a v roce 1906 byla v Jardin de la Compagnie vztyčena jeho busta.
V roce 1885 byla zavedena nová ústava. Označovala se jako Cens Démocratique a zahrnovala některé principy obhajované jedním z kreolských vůdců, Onésipho Beaugeardem. V roce 1886 guvernér John Pope Hennessy nominoval Gnanadicarayena Arlandu jako vůbec prvního indo-mauricijského člena vládnoucí rady – navzdory tomu, že oligarchie preferovala jeho rivala Indo-mauricijce Emile Sandapu. Arlanda sloužil až do roku 1891.

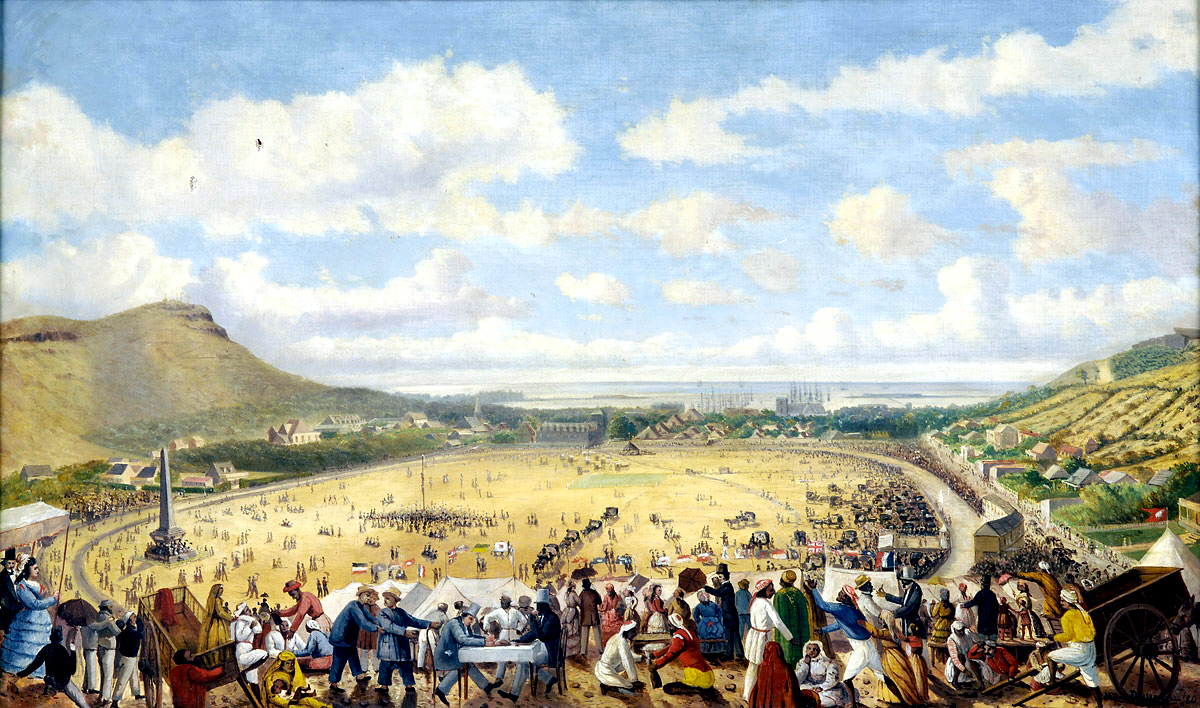
Dostihová dráha Champ de Mars, Port Louis, 1880

V té době byly aktivní dvě hlavní politické strany, pro-Hennessyho strana byla Reformní strana sira Williama Newtona a anti-Hennessyho stranu Demokraté vedli Gustave de Coriolis a Onésipho Beaugeard.
S dělníky přivezenými z Indie nebylo vždy zacházeno spravedlivě a Němec, Adolph von Plevitz, se stal neoficiálním ochráncem těchto přistěhovalců. Setkal se s mnoha dělníky a v roce 1871 jim pomohl sepsat petici, která byla zaslána guvernérovi Gordonovi. Byla jmenována komise, která se měla zabývat stížnostmi indických přistěhovalců, a v roce 1872 byli z Anglie vysláni dva právníci, jmenovaní britskou korunou, aby provedli šetření. Tato komise doporučila několik opatření, která ovlivnila životy indických dělníků během příštích padesáti let. 
V listopadu 1901 navštívil Mahátma Gándhí Mauricius na své cestě z Jižní Afriky do Indie. Zůstal na ostrově dva týdny a naléhal na indo-mauricijskou komunitu, aby se zajímala o vzdělání a hrála aktivnější roli v politice. Po návratu do Indie poslal mladého právníka Manilala Doctora, aby zlepšil situaci Indo-Mauricijců.

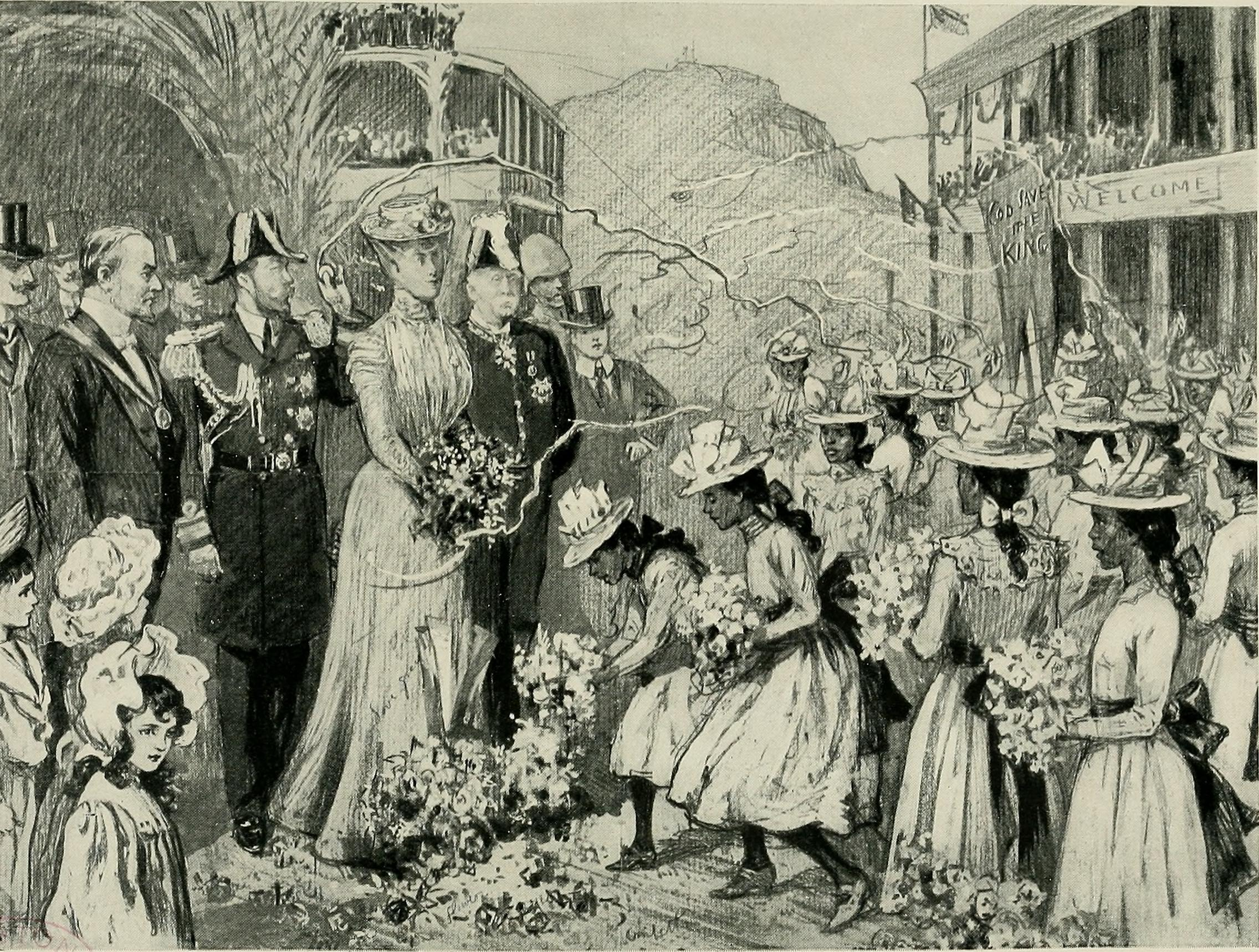
Vévoda a vévodkyně z Cornwallu a Yorku na Mauriciu, 1901

#### 1901–1914: Modernizace a reforma
V roce 1901 bylo navázáno rychlejší spojení s ostrovem Rodrigues díky bezdrátové síti.
V roce 1903 byly na Mauriciu představeny motorové vozy a v roce 1910 byly uvedeny do provozu první taxíky provozované Josephem Mervenem. Elektrifikace Port Louis se uskutečnila v roce 1909 a ve stejném desetiletí byla Mauricijská hydroelektrická společnost Atchia Brothers oprávněna dodávat energii městům v horní Plaines Wilhems.
10. léta 20. století byla obdobím politické agitace. Rostoucí střední třída (složená z lékařů, právníků a učitelů) začala zpochybňovat politickou moc vlastníků půdy s cukrovou třtinou. Dr. Eugène Laurent, starosta Port Louis, byl vůdcem této nové skupiny; jeho strana Action Libérale požadovala, aby ve volbách mohlo volit více lidí. 
V roce 1911 došlo v Port Louis k nepokojům kvůli falešné fámě, že Dr. Eugène Laurent byl zavražděn oligarchy v Curepipe. Toto se stalo známým jako nepokoje Curepipe v roce 1911. V hlavním městě byly poškozeny obchody a kanceláře a jeden člověk byl zabit.
Ve stejném roce, 1911, se v Curepipe konala první promítání ve veřejném kině a na stejném městě byla postavena kamenná budova pro Royal College. V roce 1912 vstoupila do provozu širší telefonní síť, kterou využívala vláda, obchodní firmy a několik soukromých domácností.

#### 1914–1919: Prosperita první světové války
První světová válka vypukla v srpnu 1914. Mnoho Mauricijců se dobrovolně přihlásilo k boji v Evropě proti Němcům a v Mezopotámii proti Turkům. Válka ale zasáhla Mauricius mnohem méně než války v osmnáctém století. Válka v letech 1914–1918 byla ve skutečnosti obdobím velkého rozkvětu, kvůli rozmachu cen cukru. V roce 1919 vznikla organizace Mauritius Sugar Syndicate, která produkovala 70 % cukru.

#### 1920–1939: Liberalizace a reakce
Dvacátá léta byla svědkem vzestupu hnutí „retrocesionismu“, které podporovalo retrocesi Mauricia ve prospěch Francie. Hnutí se rychle zhroutilo, protože ve volbách v roce 1921 nebyl zvolen žádný z kandidátů, kteří chtěli, aby byl Mauricius navrácen Francii.
V poválečné recesi došlo k prudkému poklesu cen cukru. Mnoho cukrovarů bylo uzavřeno, což znamenalo konec éry cukrovarnických magnátů, kteří ovládali nejen ekonomiku, ale i politický život země.
Raoul Rivet, redaktor novin Le Mauricien, vedl kampaň za revizi ústavy, která by dala nově vznikající střední třídě větší roli v řízení země. Principy hnutí Arya Samaj začaly pronikat do hinduistické komunity, která se dožadovala větší sociální spravedlnosti.
Od konce funkčního období nominovaného Arlandy v roce 1891 až do roku 1926 nebylo v Legislativní radě žádné indomauricijské zastoupení. Nicméně ve volbách v roce 1926 se Dunputh Lallah a Rajcoomar Gujadhur stali prvními Indo-Mauricijci, kteří byli zvoleni v Legislativní radě. V Grand Port vyhrál Lallah nad rivaly Fernandem Louisem Morelem a Gastonem Gebertem; ve Flacq, Gujadhur porazil Pierre Montocchia.
V roce 1936 se zrodila Labouristická strana, kterou založil Dr. Maurice Curé. Emmanuel Anquetil shromáždil městské dělníky, zatímco Pandit Sahadeo se soustředil na venkovskou dělnickou třídu.
Nepokoje v Ubě v roce 1937 vyústily v reformy místní britské vlády, které zlepšily pracovní podmínky a vedly k zrušení zákazu odborů. Svátek práce se poprvé slavil v roce 1938. Více než 30 000 dělníků obětovalo denní mzdu a přijelo z celého ostrova, aby se zúčastnilo obřího setkání na Champ de Mars.
Po stávkách dokařů byl odborář Emmanuel Anquetil deportován na Rodrigues, Maurice Curé a Pandit Sahadeo byli umístěni do domácího vězení a mnoho stávkujících bylo uvězněno. 

#### 1939–1945: Druhá světová válka
Po vypuknutí druhé světové války v roce 1939 se mnoho Mauricijců dobrovolně přihlásilo do služby pod britskou vlajkou v Africe a na Blízkém východě a bojovalo proti německé a italské armádě. Někteří odešli do Anglie, aby se stali piloty a pozemním personálem Royal Air Force. Mauricius nebyl nikdy skutečně ohrožen, ale v roce 1943 bylo několik britských lodí potopeno u Port Louis německými ponorkami.
Během druhé světové války byly v zemi tvrdé podmínky; ceny komodit se zdvojnásobily, ale platy pracovníků vzrostly jen o 10 až 20 procent. Došlo k občanským nepokojům a koloniální vláda cenzurovala veškeré aktivity odborů. Nicméně, dělníci Belle Vue Harel Sugar Estate vstoupili 27. září 1943 do stávky. Policisté nakonec stříleli přímo do davu, což mělo za následek smrt 4 dělníků: Soondrum Pavatdanová (známější jako Anjalay Coopenová, 32letá těhotná žena), Moonsamy Moonien (14letý chlapec), Kistnasamy Mooneesamy (37letý dělník) a Marday Panapen. Sociální pracovník a vůdce hnutí Jana Andolana Basdeo Bissoondoyal zorganizoval pohřby 4 mrtvých dělníků.
O tři měsíce později, 12. prosince 1943, Basdeo Bissoondoyal zorganizoval masové shromáždění v „Marie Reine de la Paix“ v Port Louis a velký dav dělníků z celého ostrova potvrdil popularitu jeho hnutí.

#### 1945–1960: Poválečná politika, všeobecné volební právo
Po vyhlášení nové ústavy roku 1947 se 9. srpna 1948 konaly všeobecné volby. Poprvé koloniální vláda rozšířila volební právo na všechny dospělé, kteří uměli napsat své jméno v jednom z 19 jazyků ostrova, a zrušila předchozí genderové a majetkové kvalifikace.
Labouristická strana Guye Rozemonta získala většinu hlasů a 11 z 19 zvolených křesel, které získali hinduisté. Nicméně generální guvernér Donald Mackenzie-Kennedy jmenoval 23. srpna 1948 do Legislativní rady 12 konzervativců, aby udrželi převahu bílých Franko-Mauricijců. V roce 1948 se Emilienne Rochecousteová stala první ženou, která byla zvolena do Legislativní rady, kde působila až do roku 1953.
Strana Guye Rozemonta svou pozici v roce 1953 vylepšila a na základě výsledků voleb vyžadovala všeobecné volební právo. V letech 1955 a 1957 se v Londýně konaly ústavní konference a byl zaveden ministerský systém. Poprvé se hlasování uskutečnilo na základě všeobecného volebního práva dospělých 9. března 1959. Všeobecné volby opět vyhrála Labouristická strana, tentokrát vedená sirem Seewoosagurem Ramgoolamem.

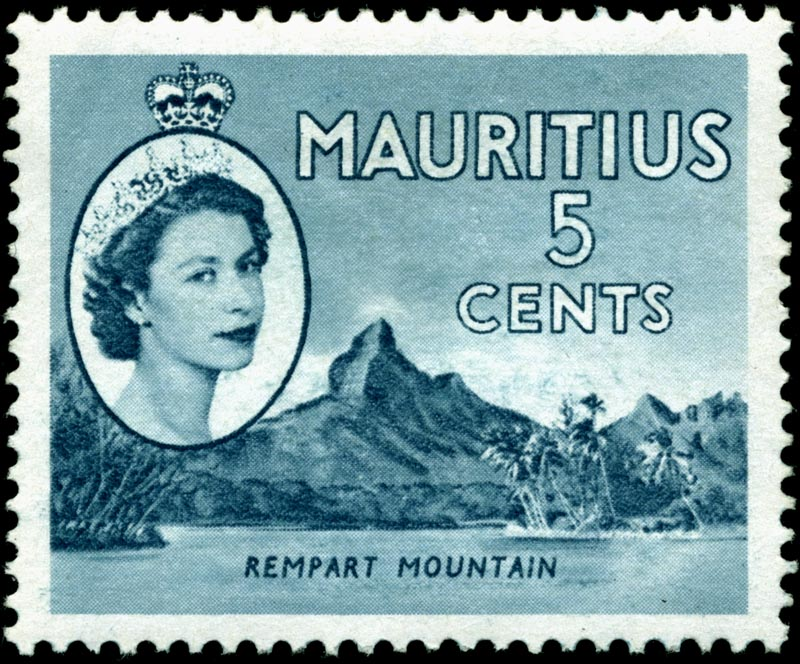
Alžběta II. byla královnou Mauricia v letech 1968 až 1992

#### 1960–1968: Etnické napětí
V roce 1961 se v Londýně konala Konference o přezkumu ústavy. Volby v roce 1963 vyhrála Labouristická strana a její spojenci. Koloniální úřad řekl, že na Mauriciu se prosazuje politika komunálního charakteru a že výběr kandidátů (stranami) a volební chování (voličů) se řídí etniky a kastami. Zhruba v té době dva význační britští akademici, Richard Titmuss a James Meade, zveřejnili zprávu o sociálních problémech ostrova způsobených přelidněním a monokulturou cukrové třtiny. To vedlo k intenzivní kampani za zastavení populační exploze a dekáda zaznamenala prudký pokles populačního růstu.
Počátkem roku 1965 se na předměstí Belle-Rose ve městě Quatre Bornes odehrál politický atentát. Labouristický aktivista Rampersad Surath byl ubit k smrti násilníky konkurenční strany Parti Mauricien.
Dne 10. května 1965 vypukly rasové nepokoje ve vesnici Trois Boutiques poblíž vesnice Souillac. Následně postoupily do historické vesnice Mahébourg. V britské kolonii byl vyhlášen celostátní výjimečný stav. Nepokoje byly zahájeny vraždou policejního konstábla Beesoo v jeho vozidle kreolským gangem. Následovala vražda civilisty jménem Robert Brousse v Trois Boutiques. Kreolský gang poté pokračoval do pobřežní historické vesnice Mahébourg, kde napadl Indo-Mauricijce, kteří sledovali hindustánský film v Kině Odéon. Mahébourgská policie zaznamenala téměř 100 stížností, které se týkaly útoků na Indo-Mauricijce.

### Nezávislost (od roku 1968)
Na konferenci v Lancasteru v roce 1965 vyšlo najevo, že Británie se chce kolonie Mauricius zbavit. V roce 1959 Harold Macmillan pronesl svůj slavný projev „Vítr změny“, ve kterém uznal, že nejlepší možností pro Británii je dát svým koloniím úplnou nezávislost. Od konce 50. let se tak otevřela cesta k nezávislosti.
Později v roce 1965, po konferenci v Lancasteru, byly Čagoské ostrovy Mauriciu odebrány a bylo vytvořeno Britské indickooceánské území. Všeobecné volby se konaly 7. srpna 1967 a Strana nezávislosti získala většinu křesel. V lednu 1968, šest týdnů před vyhlášením nezávislosti, došlo k nepokojům v Port Louis, které vedly ke smrti 25 lidí.
Mauricius přijal novou ústavu a nezávislost byla vyhlášena 12. března 1968. Sir Seewoosagur Ramgoolam se stal prvním ministerským předsedou nezávislého Mauricia, hlavou státu zůstala královna Alžběta II. V roce 1969 byla založena opoziční strana Mauricijské militantní hnutí (MMH), kterou vedl Paul Bérenger. Později, v roce 1971, MMH – podporované odbory – svolalo v přístavu sérii stávek, které způsobily v zemi výjimečný stav.
Koaliční vláda Labouristické strany a PMSD (Parti Mauricien Social Démocrate) reagovala omezováním občanských svobod a omezováním svobody tisku. Na Paula Bérengera byly provedeny dva neúspěšné pokusy o atentát:
- Dne 1. října 1971 jeho podporovatel Fareed Muttur zemřel za podezřelých okolností v Le Réduit, když řídil auto Paula Bérengera.[43]
- Druhý vedl ke smrti Azora Adélaïdea, přístavního dělníka a aktivisty, dne 25. listopadu 1971.[44]

Všeobecné volby byly odloženy a veřejná shromáždění byla zakázána. Členové MMH, včetně Paula Bérengera, byli 23. prosince 1971 uvězněni. Vůdce MMH byl propuštěn o rok později.
V květnu 1975 se celou zemí prohnala studentská vzpoura, která začala na Mauricijské univerzitě. Studenti byli nespokojeni se vzdělávacím systémem, který nesplňoval jejich aspirace a dával jen omezené vyhlídky na budoucí zaměstnání. Dne 20. května 1975 se tisíce studentů pokusily dostat do Port-Louis přes most Grand River North West a střetly se s policií. Dne 16. prosince 1975 byl schválen zákon o rozšíření volebního práva na 18leté. Toto je obecné považováno za pokus uklidnit frustraci mladé generace.
Další všeobecné volby se konaly 20. prosince 1976. Koalice Labour-CAM získala pouze 28 křesel z 62. MMH získalo 34 křesel, ale odcházející premiér sir Seewoosagur Ramgoolam dokázal zůstat ve funkci s dvoumístnou většinou poté, co uzavřel spojenectví s PMSD Gaetana Duvala.
V roce 1982 byla zvolena vláda MMH-PSM (vedená premiérem Aneroodem Jugnauthem, vicepremiérem Harishem Boodhooem a ministrem financí Paulem Bérengerem). V rámci vedení MMH a PSM se však objevily ideologické a osobnostní rozdíly. Boj o moc mezi Bérengerem a Jugnauthem vyvrcholil v březnu 1983. Jugnauth odcestoval do Nového Dillí, aby se zúčastnil summitu Hnutí nezúčastněných zemí; po jeho návratu navrhl Bérenger ústavní změny, které by premiéra zbavily moci. Na Jugnauthovu žádost plánovala premiérka Indira Gándhíová z Indie ozbrojenou intervenci zahrnující indické námořnictvo i indickou armádu, aby zabránila převratu pod krycím názvem Operace Lal Dora.
Vláda MMH-PSM se rozdělila devět měsíců po volbách v červnu 1982. Podle úředníka ministerstva informací bylo těchto devět měsíců „socialistickým experimentem“. Harish Boodhoo rozpustil svou stranu PSM, aby umožnil všem poslancům PSM připojit se k Jugnauthově nové straně MSM, a tak zůstat u moci a zároveň se distancovat od MMH. Koalice MSM-Labour-PMSD zvítězila ve volbách v srpnu 1983 a Anerood Jugnauth se stal premiérem a Gaëtan Duval vicepremiérem.
V tomto období došlo k růstu v sektoru EPZ (Export Processing Zone). Industrializace se začala šířit i do vesnic a přitahovala mladé dělníky ze všech etnických komunit. V důsledku toho cukrovarnický průmysl začal ztrácet vliv na ekonomiku. Velké maloobchodní řetězce začaly otevírat prodejny v roce 1985 a nabízely úvěry nízkopříjmovým lidem, což jim umožnilo dovolit si základní domácí spotřebiče. Došlo také k rozmachu cestovního ruchu a po celém ostrově vyrostly nové hotely. V roce 1989 burza otevřela své brány a v roce 1992 zahájil provoz freeport. V roce 1990 se konalo hlasování o změně ústavy, aby se země stala republikou s Bérengrem jako prezidentem, nicméně tento návrh nezískal potřebný počet hlasů.

### Republika (od roku 1992)

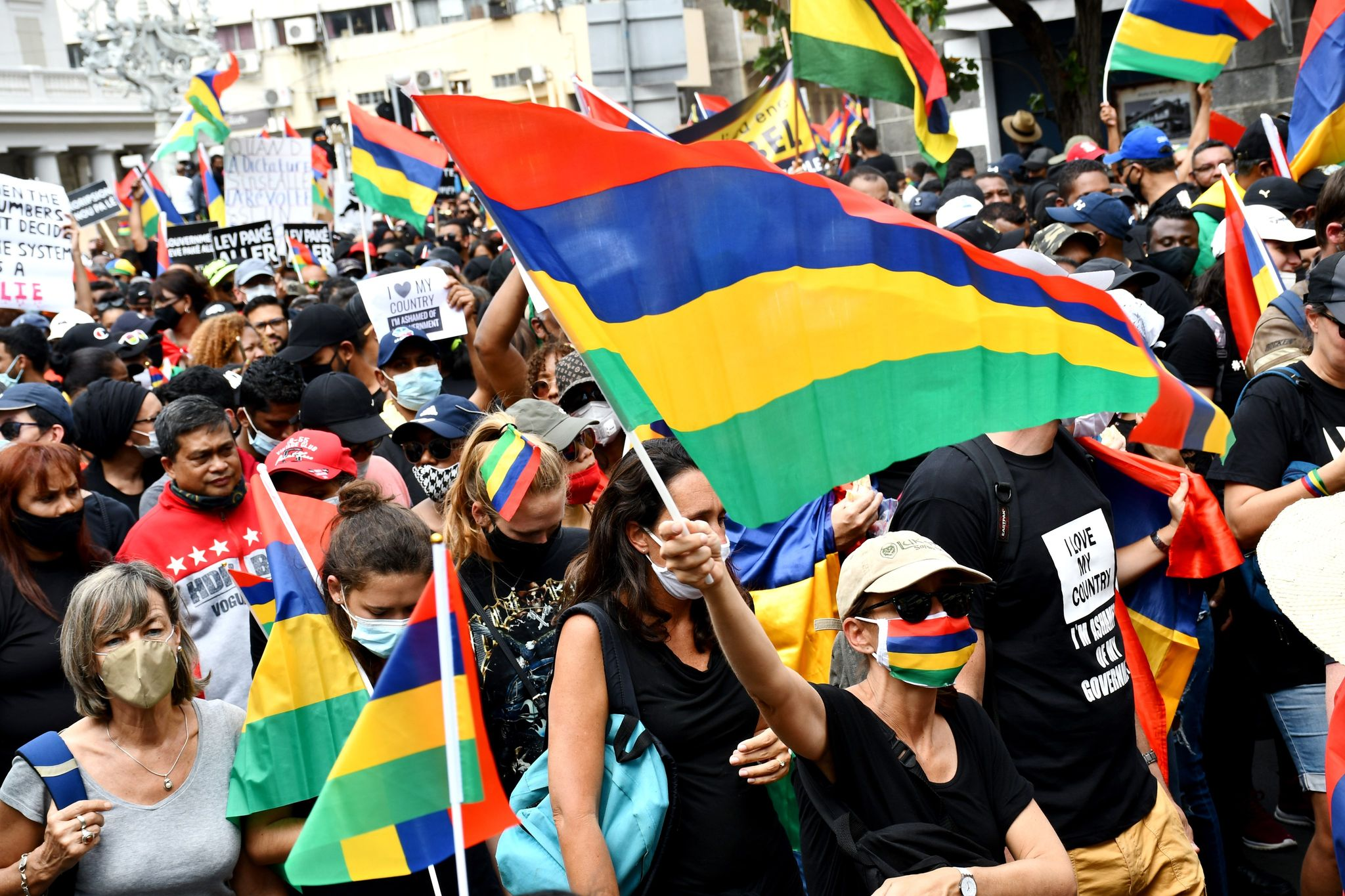
Neschopnost vlády rychle a účinně reagovat na únik ropy z lodi MV Wakashio vyústila v protivládní protesty

Dne 12. března 1992, dvacet čtyři let po vyhlášení nezávislosti, byl Mauricius prohlášen republikou v rámci Společenství národů. Prvním prezidentem se stal poslední generální guvernér sir Veerasamy Ringadoo. Bylo to v rámci přechodného uspořádání, ve kterém byl později téhož roku nahrazen Cassamem Uteemem. Politická moc zůstala předsedovi vlády.
Přes zlepšení ekonomiky, které se shodovalo s poklesem ceny benzínu a příznivým kurzem dolaru, se vláda netěšila plné oblibě. Již v roce 1984 panovala nespokojenost. Prostřednictvím zákona o novele novin a periodik se vláda snažila, aby každý deník poskytoval bankovní záruku ve výši půl milionu rupií. 43 novinářů protestovalo účastí na veřejné demonstraci v Port Louis před parlamentem. Byli zatčeni a propuštěni na kauci. To vyvolalo veřejné pobouření a vláda musela přehodnotit svou politiku.
Nespokojenost panovala i v oblasti školství. Na rostoucí poptávku absolventů základních škol, kteří absolvovali CPE (Certificate of Primary Education), nebylo dostatek kvalitních středních vysokých škol. V roce 1991 nezískal hlavní plán pro vzdělávání národní podporu a přispěl k pádu vlády.
V prosinci 1995 byl Navin Ramgoolam zvolen premiérem aliance Labour-MMH. V říjnu 1996 vedla trojnásobná vražda politických aktivistů na Gorah-Issac Street v Port Louis k několika zatčením a dlouhému vyšetřování.
Rok 1999 byl ve znamení občanských nepokojů a vzpour v únoru a poté v květnu. Po nepokojích v Kaye prezident Cassam Uteem a kardinál Jean Margéot procestovali zemi a po čtyřech dnech zmatků byl obnoven klid. Byla ustavena vyšetřovací komise, která měla prošetřit základní příčiny sociálních nepokojů. V lednu 2000 byl zastřelen politický aktivista Rajen Sabapathee poté, co utekl z vězení La Bastille.
Anerood Jugnauth z MSM se vrátil k moci v září 2000 po zajištění spojenectví s MMH. V roce 2002 se ostrov Rodrigues stal autonomním subjektem v rámci republiky a mohl si tak zvolit vlastní zástupce pro správu ostrova. V roce 2003 byl premiérský post převeden na Paula Bérengera z MMH a prezidentem se stal Anerood Jugnauth. Bérenger byl prvním francouzsko-mauricijským premiérem v historii země po vyhlášení nezávislosti.
Ve volbách v roce 2005 se Navin Ramgoolam stal premiérem v rámci nové koalice Labour-PMXD-VF-MR-MMSM. Ve volbách v roce 2010 si moc zajistila aliance Labour–MSM–PMSD. Navin Ramgoolam zůstal premiérem až do roku 2014.
Koalice MSM–PMSD–ML zvítězila ve volbách v roce 2014 pod vedením Anerooda Jugnautha. Navzdory neshodám uvnitř vládnoucí aliance, které vedly k odchodu PMSD, MSM–ML zůstala u moci po celé své pětileté funkční období.
Dne 21. ledna 2017 Anerood Jugnauth oznámil svou rezignaci a funkci předsedy vlády převzal jeho syn a ministr financí Pravind Jugnauth. Převod moci se uskutečnil podle plánu 23. ledna 2017.
V roce 2018 odstoupila mauricijská prezidentka Ameenah Guribová-Fakimová kvůli finančnímu skandálu. Úřadujícím prezidentem je Prithvirajsing Roopun, který slouží od prosince 2019.
Ve všeobecných volbách na Mauriciu v listopadu 2019 získalo vládnoucí Militantní socialistické hnutí (MSM) více než polovinu křesel v parlamentu, čímž zajistilo úřadujícímu premiérovi Pravindu Kumaru Jugnauthovi nové pětileté funkční období.
Dne 25. července 2020 najela japonská loď hromadného nákladu MV Wakashio na mělčinu na korálovém útesu u pobřeží Mauricia a do nedotčené laguny uniklo až 1000 tun těžké ropy. Kvůli své poloze na okraji chráněných křehkých mořských ekosystémů a mokřadu mezinárodního významu se únik ropy z lodi MV Wakashio stal jednou z nejhorších ekologických katastrof, které kdy zasáhly západní část Indického oceánu.

## Státní symboly

### Vlajka
Mauricijská vlajka je tvořena listem o poměru stran 2:3 se čtyřmi vodorovnými pruhy v barvách červené, modré, žluté a zelené.

## Geografie
Celková rozloha země je 2 040 km2. Je to 170. největší stát na světě podle rozlohy. Republika Mauricius se skládá z ostrova Mauricius a několika odlehlých ostrovů. Výhradní ekonomická zóna státu pokrývá asi 2,3 milionu km2 Indického oceánu, včetně přibližně 400 000 km2, které sdílí společně se Seychelami.

### Ostrov Mauricius
Mauricius se nachází 2 000 km od jihovýchodního pobřeží Afriky, mezi zeměpisnými šířkami 19°58,8'S a 20°31,7'S a 57°18,0'E a 57°46,5'E. Je 65 km dlouhý a 45 km široký. Jeho rozloha je 1 864,8 km2. Ostrov obklopuje více než 150 km bílých písečných pláží a laguny jsou chráněny před otevřeným mořem třetím největším korálovým útesem světa, který ostrov obklopuje. Jen kousek od pobřeží Mauricia leží asi 49 neobydlených ostrovů a ostrůvků, z nichž některé byly prohlášeny za přírodní rezervace pro ohrožené druhy.
Ostrov Mauritius (mauricijskou kreolštinou: Isle Moris; francouzsky: Île Maurice) je geologicky relativně mladý, vznikl vulkanickou činností asi před 8 miliony let. Společně s ostrovy Saint Brandon, Réunion a Rodrigues je součástí Maskarén. Tyto ostrovy se objevily v důsledku gigantických podvodních sopečných erupcí, které se staly tisíce kilometrů na východ od kontinentálního bloku tvořeného Afrikou a Madagaskarem. Nejsou již vulkanicky aktivní a horká skvrna je nyní pod ostrovem Réunion. Mauricius je obklopený prstencem horských pásem, jejichž výška se pohybuje od 300 do 800 metrů nad hladinou moře. Země se zvedá z pobřežních plání do centrální plošiny, kde dosahuje výšky 670 m; nejvyšší vrchol, Piton de la Petite Rivière Noire s výškou 828 metrů, leží na jihozápadě. Na ostrově jsou potoky a řeky, z nichž mnohé se tvoří v trhlinách vytvořených proudy lávy.

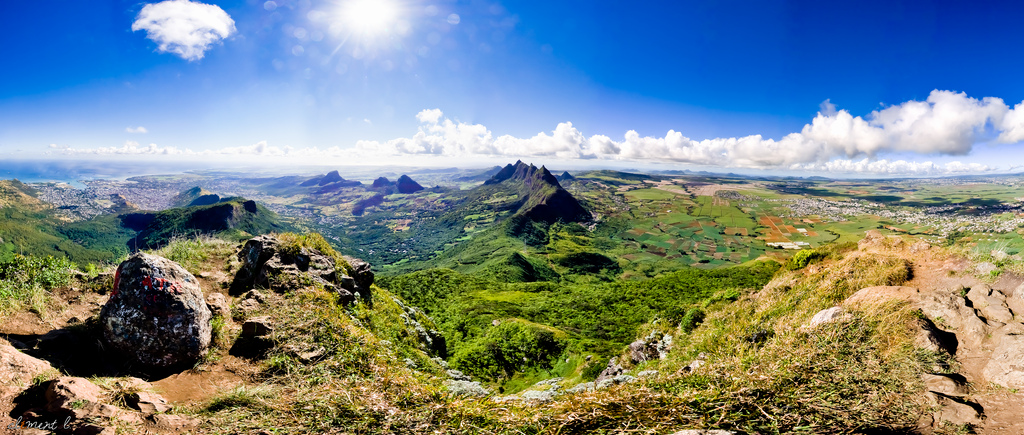
Panoramatický výhled na ostrov Mauritius

### Ostrov Rodrigues
Autonomní ostrov Rodrigues se nachází 560 km na východ od Mauricia. Má rozlohu 108 km2. Rodrigues je kopcovitý sopečný ostrov. Nejvyšším vrcholem je Mountain Limon s výškou 398 m. Ostrov má také korálový útes a rozsáhlá vápencová ložiska. Podle statistik byla k 1. červenci 2019 populace ostrova odhadována na 43 371.

### Čagoské ostrovy
Čagoské ostrovy se skládají z atolů a ostrovů a nachází se přibližně 2 000 km severovýchodně od hlavního ostrova Mauricia. Na sever od Čagoských ostrovů jsou atol Peros Banhos, Šalomounův atol a Nelsonův ostrov; na jihozápadě se nachází ostrovy Tří bratří, Orlí ostrov, Egmontovy ostrovy a Nebezpečný ostrov. Diego García je na jihovýchodě souostroví. V roce 2016 se čagoská populace odhadovala na 8 700 Mauricijců, včetně 483 domorodců; 350 Čagosijců žije na Seychelách, včetně 75 domorodců; 3 000 osob, včetně 127 domorodců, žije ve Spojeném království.

### St Brandon
St Brandon, také známý jako Cargados Carajos, se nachází 402 kilometrů severovýchodně od ostrova Mauricius. Souostroví se skládá z 16 ostrovů a ostrůvků. Saint Brandon se skládá z pěti skupin ostrovů, s celkem asi 28–40 ostrovy a ostrůvky, v závislosti na sezónních bouřích a souvisejících pohybech písku.

### Agalegské ostrovy
Dva Agalégské ostrovy se nacházejí asi 1000 kilometrů severně od Mauricia. Severní ostrov je 12,5 km dlouhý a 1,5 km široký, Jižní ostrov je 7 km dlouhý a 4,5 km široký. Celková plocha obou ostrovů je 26 km2. Podle statistik byl k 1. červenci 2019 počet obyvatel Agalégských ostrovů a St. Brandonu odhadován na 274 osob.

### Tromelin

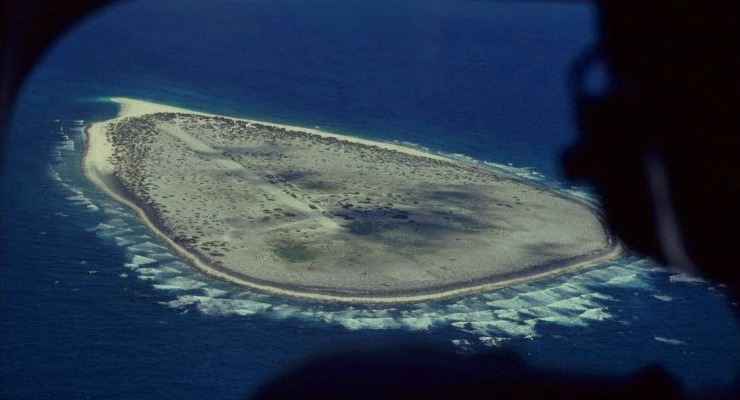
Letecký pohled na ostrov Tromelin

Ostrov Tromelin leží 430 km severozápadně od Mauricia. Suverenitu nad ostrovem Tromelin si nárokuje jako Mauricius, tak Francie.
Francouzi ovládli Mauricius v roce 1715 a přejmenovali jej na Isle de France. Francie oficiálně postoupila Mauricius včetně všech jeho držav Británii prostřednictvím Pařížské smlouvy, podepsané 30. května 1814, ve které byl Réunion navrácen Francii. Britská kolonie Mauricius sestávala z hlavního ostrova Mauricius spolu s jeho državami ostrovy Rodrigues, St. Brandon, Tromelin (sporný) a Agalégskými a Čagoskými ostrovy; Seychely se staly samostatnou kolonií v roce 1906. Je sporné, zda převod Isle de France (jak byl Mauricius dříve znám pod francouzskou nadvládou) a jeho držav na Británii v roce 1814 zahrnovaly ostrov Tromelin. Článek 8 Pařížské smlouvy stanovuje, že Francie postoupí Británii Isle de France „a její državy, jmenovitě Rodrigues a Seychely“. Francie se domnívá, že ostrov Tromelin nebyl nikdy převeden na Británii. Tvrzení Mauricia je založeno na skutečnosti, že převod Isle de France a jeho závislých území na Británii v roce 1814 měl obecný charakter, že byl nad rámec toho, co uvádí Pařížská smlouva, a že všechny závislé ostrovy Isle de France nebyly konkrétně uvedené ve Smlouvě. Mauricius tvrdí, že jelikož byl Tromelin závislý na Isle de France, byl v roce 1814 „de facto“ převeden na Británii. Agalégské ostrovy, ostrov St Brandon a Čagoské ostrovy také nebyly konkrétně zmíněny v Pařížské smlouvě, ale staly se součástí britské kolonie Mauricius, protože byly v té době závislými územími ostrova Isle de France. Britské úřady na Mauriciu navíc v průběhu let přijímali administrativní opatření týkající se ostrova Tromelin. V roce 1959 britští představitelé na Mauriciu informovali Světovou meteorologickou organizaci, že považují Tromelin za součást svého území. Francie a Mauricius dosáhly v roce 2010 smlouvy o společné správě, která však nebyla ratifikována.

## Demografie

Věková pyramida na Mauriciu podle sčítání lidu z roku 2011

Odhadovaná populace Mauricijské republiky byla k 1. červenci 2019 1 265 985 osob, z toho 626 341 mužů a 639 644 žen. Populace na ostrově Mauricius byla 1 222 340 osob a na ostrově Rodrigues 43 371 osob; Agaléga a Saint Brandon měl odhadovaný celkový počet obyvatel 274 osob. Mauricius má druhou nejvyšší hustotu zalidnění v Africe. Po dodatku k ústavě v roce 1982 není potřeba, aby Mauricijci odhalovali svou etnickou identitu pro účely sčítání lidu. Oficiální statistiky o etnicitě nejsou k dispozici. Sčítání lidu v roce 1972 bylo poslední, které měřilo etnickou příslušnost. Mauricius je multietnická společnost, většinou indického, afrického, čínského a evropského (většinou francouzského) původu.

### Náboženství
Podle sčítání lidu z roku 2011, které provedl Statistics Mauritius, 48,5 % mauricijské populace vyznává hinduismus, následuje křesťanství (32,7 %), islám (17,2 %) a další náboženství (0,7 %). 0,7 % uvedlo, že je bez vyznání a 0,1 % neodpovědělo.

### Jazyky
Mauricijská ústava nezmiňuje žádný úřední jazyk. Ústava pouze zmiňuje, že úředním jazykem Národního shromáždění je angličtina; každý člen však může oslovit předsedu také francouzsky. Angličtina a francouzština jsou obecně považovány za de facto národní a běžné jazyky na Mauriciu, protože jsou to jazyky státní správy, soudů a obchodu. Ústava Mauricia je napsána v angličtině, ale některé zákony, jako je občanský zákoník a trestní zákoník, jsou ve francouzštině. Na mauricijské měně se objevuje latinka, tamilština a dévanágarí.
Mauricijská populace je mnohojazyčná; mauricijská kreolština je mateřským jazykem většiny Mauricijců, ale většina lidí plynně hovoří také anglicky a francouzsky; mají tendenci měnit jazyky podle situace. Francouzština a angličtina jsou upřednostňované ve vzdělávacím a profesionálním prostředí, zatímco asijské jazyky se používají hlavně v hudbě, náboženských a kulturních aktivitách. Média a literatura jsou primárně ve francouzštině.
Studenti se musí naučit anglicky a francouzsky; mohou se také rozhodnout pro asijský jazyk nebo mauricijskou kreolštinu. 

## Ekonomika
Od vyhlášení nezávislosti na Británii v roce 1968 se Mauricius vyvinul z nízkopříjmové ekonomiky založené na zemědělství na diverzifikovanou ekonomiku s vysokými příjmy, založenou na cestovním ruchu, textilu, cukru a finančních službách. Ekonomický vývoj Mauricia od získání nezávislosti byl nazýván „mauricijským zázrakem“ a „africkým úspěchem“.
V posledních letech se jako důležité sektory projevily informační a komunikační technologie, mořské plody, pohostinství a rozvoj nemovitostí, zdravotnictví, obnovitelné zdroje energie a vzdělávání a odborná příprava, které přitahují místní i zahraniční investory.
Mauricius nemá žádné využitelné zásoby fosilních paliv, a tak se spoléhá na ropné produkty. Místní a obnovitelné zdroje energie jsou biomasa a vodní, solární a větrná energie.
Mauricius má jednu z největších výlučných ekonomických zón na světě.
Mauricius je na předním místě z hlediska ekonomické konkurenceschopnosti, příznivého investičního klimatu, dobré správy věcí veřejných a svobodné ekonomiky. Hrubý domácí produkt (PPP) byl v roce 2018 odhadován na 29 187 miliardy USD a HDP (PPP) na obyvatele bylo přes 22 909 USD, což je druhé nejvyšší v Africe.
Mauricius měl podle Světové banky v roce 2019 ekonomiku s vysokými příjmy. Index snadnosti podnikání Světové banky za rok 2019 řadil Mauricius na 13. místo na celém světě ze 190 ekonomik. Podle mauricijského ministerstva zahraničních věcí jsou problémy země silné spoléhání se na několik průmyslových odvětví, vysoký odliv mozků, nedostatek kvalifikované pracovní síly, stárnoucí populace a neefektivní veřejné společnosti a polostátní orgány.
Mauricius postavil svůj úspěch na svobodném tržním hospodářství. Podle zprávy Economic Freedom of the World z roku 2019 je Mauricius hodnocen jako 9. nejsvobodnější ekonomika na světě.

## Turistika

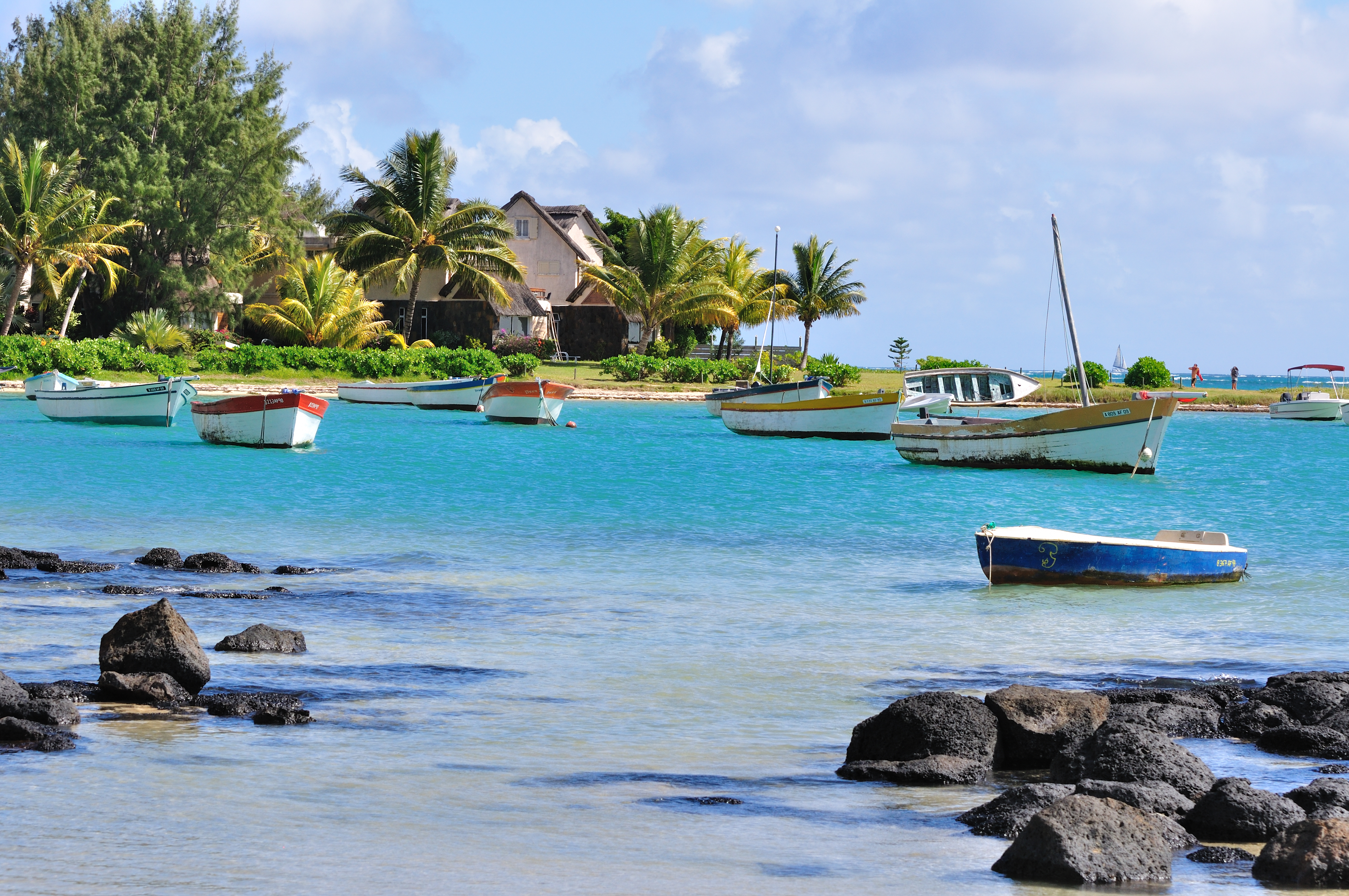
Pláž u mysu Cap Malhereux na severu ostrova Mauricius

Ostrov přitahuje turisty, kterým nabízí pláže s jemným bílým i zlatým pískem, průzračnou vodu, zeleň pralesů, krátery a vodopády, exotické druhy ptactva či opice, pod vodou pak mnoho druhů ryb a korálů.
V historickém muzeu v Mahébourgu se lze poučit o historii Mauricia. Milovníci rostlin mohou navštívit botanickou zahradu Sir Seewoosagur Ramgoolam v Pamplemousses, kde byla také postavena první továrna na zpracování cukrové třtiny na ostrově. Ve městě Moka se nacházejí dvě zajímavé historické stavby – La Réduit a Eureka – pečlivě zrekonstruované domy. Světový unikát nabízí i oblast Chamarel. Tento přírodní úkaz je vulkanického původu.

### Kuchyně
Ostrovní kuchyně je mixem čínské, indické a francouzské gastronomie. Nejčastějším jídlem jsou placky roti plněné masovými nebo vegetariánskými směsmi. Často lze narazit na smažené nebo vařené nudle, smaženou rýži nebo knedlíčky boulettes. Přestože je Mauricius malý stát, na ostrově je široká nabídka lokálně vyráběného piva. Ostrov je proslavený pro svůj rum, cukrová třtina zde má vhodné podmínky k růstu. Z místního ovoce je nejčastěji k dostání mango, liči nebo kokosové ořechy. Na ostrově se prakticky nepěstuje hroznové víno, většina nabídky vín v obchodech je dovoz z Jihoafrické republiky.

### Služby
Mauritius je známý výrobou modelů starých lodí vytvořených podle původních plánů a výrobou třtinových rumů. Dále se zde dají koupit ozdoby na šaty, šperky, proutěné a hrnčířské zboží či suvenýry z moře ale i různé oblečení, textilie, hlavně pletené.

## Poštovní známky
V době, kdy byla země britskou kolonií, používala britské známky. Nejznámějšími známkami světa se stal červený a Modrý mauricius, známky byly původně vytištěny s chybou, místo POST PAID byly chybně označeny POST OFFICE. Na aukci v New Yorku v roce 1968 byla vydražena obálka s těmito dvěma červenými nalepenými známkami za 380 000 dolarů. Známky je možné vidět v místním muzeu, na jejich získání se složili místní podnikatelé.
Od roku 1877 byl Mauritius jako kolonie nepřímým členem Světové poštovní unie (UPU), po získání samostatnosti získal roku 1969 členství přímé.

## Vzdělání
- ESSEC Business School